# 莫里斯·阿莱
莫里斯·菲力·夏尔·阿莱（法語：Maurice Félix Charles Allais，1911年5月31日—2010年10月9日），生於法國巴黎，法國總體經濟學家，主要研究領域為市場理論與資源的效率分配，曾經提出阿莱悖论。他是1988年諾貝爾經濟學獎的得主，是經濟學獎中第一位法國籍的獲獎者（另一位法國籍的獲獎者為2014年諾貝爾經濟學獎的得主让·梯若尔）。

## 生平
阿萊畢業於巴黎综合理工学院，在国立巴黎高等矿业学校進行研究工作。在1944年，他成為国立巴黎高等矿业学校的教授。

## 榮譽
- 1964年，格羅寧根大學榮譽博士[1]。
- 1978年，法國國家科學研究中心（CNRS）金牌獎[1]。
- 1988年，諾貝爾經濟學獎[1]。

## 外部連結
- （英文）莫里斯·阿莱自傳 （页面存档备份，存于）